# Sannahed
Sannahed is een plaats in de gemeente Kumla in het landschap Närke en de provincie Örebro län in Zweden. De plaats heeft 419 inwoners (2005) en een oppervlakte van 47 hectare.

## Verkeer en vervoer
Bij de plaats loopt de Riksväg 52.
De plaats had vroeger een station aan de nog bestaande spoorlijn Hallsberg - Örebro.